# Aix-en-Provence (quận)
Quận Aix-en-Provence là một quận của Pháp, nằm ở tỉnh Bouches-du-Rhône, trong vùng Provence-Alpes-Côte d'Azur. Quận này có 10 tổng và 44 xã.

## Các đơn vị hành chính

### Các tổng
Các tổng của quận Aix-en-Provence là: 
1. Aix-en-Provence-Centre
2. Aix-en-Provence-Nord-Est
3. Aix-en-Provence-Sud-Ouest
4. Gardanne
5. Lambesc
6. Pélissanne
7. Les Pennes-Mirabeau
8. Peyrolles-en-Provence
9. Salon-de-Provence
10. Trets

### Các xã
Các xã của quận Aix-en-Provence, và mã INSEE là: 
| 1. Aix-en-Provence (13001)       | 2. Aurons (13008)                 | 3. Beaurecueil (13012)              | 4. Bouc-Bel-Air (13015)         |
| 5. Cabriès (13019)               | 6. Charleval (13024)              | 7. Châteauneuf-le-Rouge (13025)     | 8. Cornillon-Confoux (13029)    |
| 9. Coudoux (13118)               | 10. Fuveau (13040)                | 11. Gardanne (13041)                | 12. Grans (13044)               |
| 13. Jouques (13048)              | 14. La Barben (13009)             | 15. La Fare-les-Oliviers (13037)    | 16. La Roque-d'Anthéron (13084) |
| 17. Lambesc (13050)              | 18. Lançon-Provence (13051)       | 19. Le Puy-Sainte-Réparade (13080)  | 20. Le Tholonet (13109)         |
| 21. Les Pennes-Mirabeau (13071)  | 22. Meyrargues (13059)            | 23. Meyreuil (13060)                | 24. Mimet (13062)               |
| 25. Peynier (13072)              | 26. Peyrolles-en-Provence (13074) | 27. Puyloubier (13079)              | 28. Pélissanne (13069)          |
| 29. Rognes (13082)               | 30. Rousset (13087)               | 31. Saint-Antonin-sur-Bayon (13090) | 32. Saint-Cannat (13091)        |
| 33. Saint-Estève-Janson (13093)  | 34. Saint-Marc-Jaumegarde (13095) | 35. Saint-Paul-lès-Durance (13099)  | 36. Salon-de-Provence (13103)   |
| 37. Septèmes-les-Vallons (13106) | 38. Simiane-Collongue (13107)     | 39. Trets (13110)                   | 40. Vauvenargues (13111)        |
| 41. Velaux (13112)               | 42. Venelles (13113)              | 43. Ventabren (13114)               | 44. Éguilles (13032)            |